# Babka gymnotrachelus
Babka gymnotrachelus, jedina vrsta grgečki (Perciformes) u rodu babka koju je 1857. opisao germansko-ruski zoolog Karl Fedorovich Kessler.
Babka pripada porodici Gobiidae ili glavočima, a naraste maksimalno do 16.2 cm. Živi u slatkoj i bočatoj vodi u Crnom, Azovskom moru i Kaspijskom jezeru, kao i njihovim pritokama.
Stanište su joj slatke vode kao i vode s niskim salinitetom (< 2 ‰). Česta je na uščima, lagunama i jezerima. Može poživjeti 4 do najviše 5 godina.
Mrijesti se u razdoblju od travnja do lipnja, ponekad do sredine kolovoza. Obično se mrijesti samo za jednu sezonu. Ljepljiva jaja polaže na kamenje, školjke i morske biljke. Mužjaci čuvaju jaja sve dok se ne izlegu male ribice. Hrani se raznim beskralježnjacima, posebno mekušcima.